# 2008年夏季残疾人奥林匹克运动会津巴布韦代表团
2008年夏季残疾人奥林匹克运动会津巴布韦代表团是津巴布韦派出的2008年夏季残疾人奥林匹克运动会代表团。未获得奖牌。